# Jacopo Strada
Jacopo de Strada (též Jakub , 1507, Mantova - 6. září 1588 Praha) byl italský učenec, zlatník, sběratel starožitností a historik, zakladatel numismatiky a správce uměleckých sbírek Maxmiliána II. ve Vídni a Rudolfa II. v Praze.

## Život a dílo
Narodil se v zámožné rodině a studoval historii v Pavii a v Boloni. Do roku 1546 pracoval jako zlatník v Mantově a založil si sbírku mincí a starožitností, které začal využívat jako historické prameny. Stal se tak jedním z prvních vědeckých numismatiků.
Údaje o jeho životě se v různých pramenech značně liší. Roku 1544 se oženil s Němkou Ottilií Schenkovou z Posbergu ve Frankách, roku 1546 se usadili v Norimberku, kde Jacopo pro rodinu Fuggerů obstarával starožitnosti a uspořádal erby italských rodin.
V letech 1550 až 1553 žil v Lyonu, kde roku 1553 vydal pro svého patrona Johanna Jakoba Fuggera Epitome thesauri antiquitatum Romanum, orientalium et occidentalium, spis o římských císařích od Julia Césara až po Maxmiliána II. s jejich životopisy a podobiznami podle mincí. Kniha byla přeložena do několika jazyků a roku 1559 vyšlo v Curychu rozšířené vydání. V různých knihovnách se zachovalo ještě 46 Stradových rukopisných svazků s kresbami mincí a jiných starožitností. Jeho vnuk vydal roku 1618 z pozůstalosti velké dílo o vodních a větrných mlýnech, vodních pumpách, vodotryscích apod.
Roku 1556 byl Strada povolán do Vídně, kde působil jako správce císařských sbírek starožitností a jako architekt císaře Ferdinanda I. na stavbě Hofburgu a pro Jana Šemberu z Boskovic (zřejmě se svým krajanem Pietrem Ferraboscem) vypracoval plány na stavbu bučovického zámku. Ve Vídni si také vystavěl velkolepý palác, v němž byla i jeho knihovna a vlastní sbírky. Palác byl zbořen roku 1875 při stavbě budovy Burgtheateru.
Roku 1566 uspořádal sbírku starožitností bavorského vévody Albrechta V., Antikvarium v jeho rezidenci v Mnichově. Po nástupu na trůn ho Rudolf II. roku 1567 zaměstnal - stejně jako jeho otec Maxmilián II.- ve Vídni a následně povolal do Prahy, kde přechodně bydlel na Pražském hradě. Strada se synem Octaviem a jeho nemanželskou dcerou Kateřinou se v Praze ve svém domě na Starém Městě usadil teprve roku 1577. Kateřina se stala císařovou milenkou a v letech 1585-1600 mu porodila 6 levobočků, všichni byli legitimizováni s přídomkem de Austria.
Jacopo Strada založil Rudolfovy sbírky na Pražském hradě, k jeho skvělým akvizicím patřil například obraz Albrechta Dürera Sodoma a Gomora nebo plátna Rafaelova. Císař od něj odkoupil i velkou část jeho vlastních sbírek. Po Jacopově smrti se o sbírky měl starat jeho syn Ottavio, rovněž velice vzdělaný muž., věnoval se však více vlastním zálibám.
Jacopo Strada byl pohřben v Praze v kryptě původně gotického kostela sv. Mikuláše na Starém Městě, v barokní novostavbě se již náhrobky nedochovaly a jeho hrob zmiňuje jen Josef Svátek.